# Saunasaari (ö i Ule träsk)
Saunasaari är en ö i Finland. Den ligger i Ule träsk och i kommunen Vaala i den ekonomiska regionen  Oulunkaari  och landskapet Norra Österbotten, i den centrala delen av landet, 500 km norr om huvudstaden Helsingfors. Öns area är 1,1 hektar och dess största längd är 170 meter i öst-västlig riktning.